# Зграда „Конкордија” у Вршцу
Зграда „Конкордија“ у Вршцу је подигнута 1847. године и представља споменик културе од великог значаја.
Подигнута је за потребе хотела, по пројекту Франца Брандајса, на месту старе Штенцерове гостионице. Зграду откупљује прво вршачко акционарско друштво, руши је и гради нови објекат за гостионицу под именом „Конкордија“, који је и данас сачуван. Зграду затим, 1852. године откупљује Магистрат за смештај Ниже реалке и отада је служила за потребе образовања и у новије време потребе Градског музеја Вршац.
Измењена је и проширена 1884. године по пројектима истог аутора, у монументалну спратну грађевину, са фронтом према улици, бочним и дворишним крилом. Архитектонски је обликована са стилским обележјима класицизма. Улична фасада је компонована око централног тракта са два нижа бочна крила. У централном тракту приземља налази се широка лучно завршена капија – ајнфорт, док су сви прозори приземља у плитким нишама са степенастом архиволтом у горњем делу. Спрат централног тракта украшен је монументалним канелираним полукружним пиластрима са коринтским капителима између високих полукружно завршених прозора, који се разликују од правоугаоних прозора на бочним деловима грађевине. На крајевима бочних фасада налазе се плитки пиластри са истакнутим венцем уместо капитела, а на широком фризу централног тракта, изнад греде коју носе пиластри, налази се место за натпис. 
Конзерваторски радови рађени су 1988. и 1994. године.